# Atiamim
Atiamim (en àrab اطياميم, Aṭyāmīm; en amazic ⴰⵟⵢⴰⵎⵉⵎ) és una comuna rural de la província de Youssoufia, a la regió de Marràqueix-Safi, al Marroc. Segons el cens de 2014 tenia una població total de 7.020 persones.